# لوکا مارسکا
لوکا مارسکا (انگلیسی: Luca Maresca) کاراته کا ایتالیایی است. در بازی‌های اروپایی ۲۰۱۹ که در مینسک بلاروس برگزار شد، او در کومیته ۶۷ کیلوگرم مردان مدال طلا را از آن خود کرد. چهار سال قبل، او در بازی‌های اروپایی ۲۰۱۵ که در باکو، آذربایجان برگزار شد، در کومیته ۶۰ کیلوگرم مردان مدال نقره را بدست آورد.